# Abouriou
Abouriou är en blå vindruva som framförallt förekommer i Frankrikes vinregion Sud-Ouest. Den ger viner med smak av röda bär. Druvan förekommer inte i några av toppvinerna från regionen och för en tynande tillvaro. I övrigt tros druvan vara besläktad med den så kallade Early Burgundy i Kalifornien och Australien.